# Brissay-Choigny
Brissay-Choigny ist eine französische Gemeinde mit 297 Einwohnern (Stand 1. Januar 2022) im Département Aisne in der Region Hauts-de-France (vor 2016 Picardie). Sie gehört zum Arrondissement Saint-Quentin, zum Kanton Ribemont und zum Gemeindeverband Val de l’Oise.

## Geografie
Die Gemeinde Brissay-Choigny liegt an einem Flussarm der Oise, 14 Kilometer südöstlich von Saint-Quentin. Nachbargemeinden von Brissay-Choiny sind Brissy-Hamégicourt im Norden, Renansart im Osten, Anguilcourt-le-Sart im Südosten, Mayot im Süden, Vendeuil im Westen, sowie Moÿ-de-l’Aisne im Nordwesten. Im Osten der Gemeinde steht eine Windkraftanlage als Teil eines großen interkommunalen Windparks. Durch die Gemeinde Brissay-Choigny führt die Autoroute A26.

## Geschichte
Im Jahr 1790 fusionierten die Gemeinden Brissay und Choigny zur Gemeinde Brissay-Choigny.

### Bevölkerungsentwicklung
| Jahr                       | 1962 | 1968 | 1975 | 1982 | 1990 | 1999 | 2006 | 2012 | 2021 |
| Einwohner                  | 396  | 354  | 324  | 340  | 318  | 301  | 318  | 298  | 298  |
| Quellen: Cassini und INSEE |      |      |      |      |      |      |      |      |      |

## Sehenswürdigkeiten
- Kirche Sainte-Madeleine aus dem 16. Jahrhundert

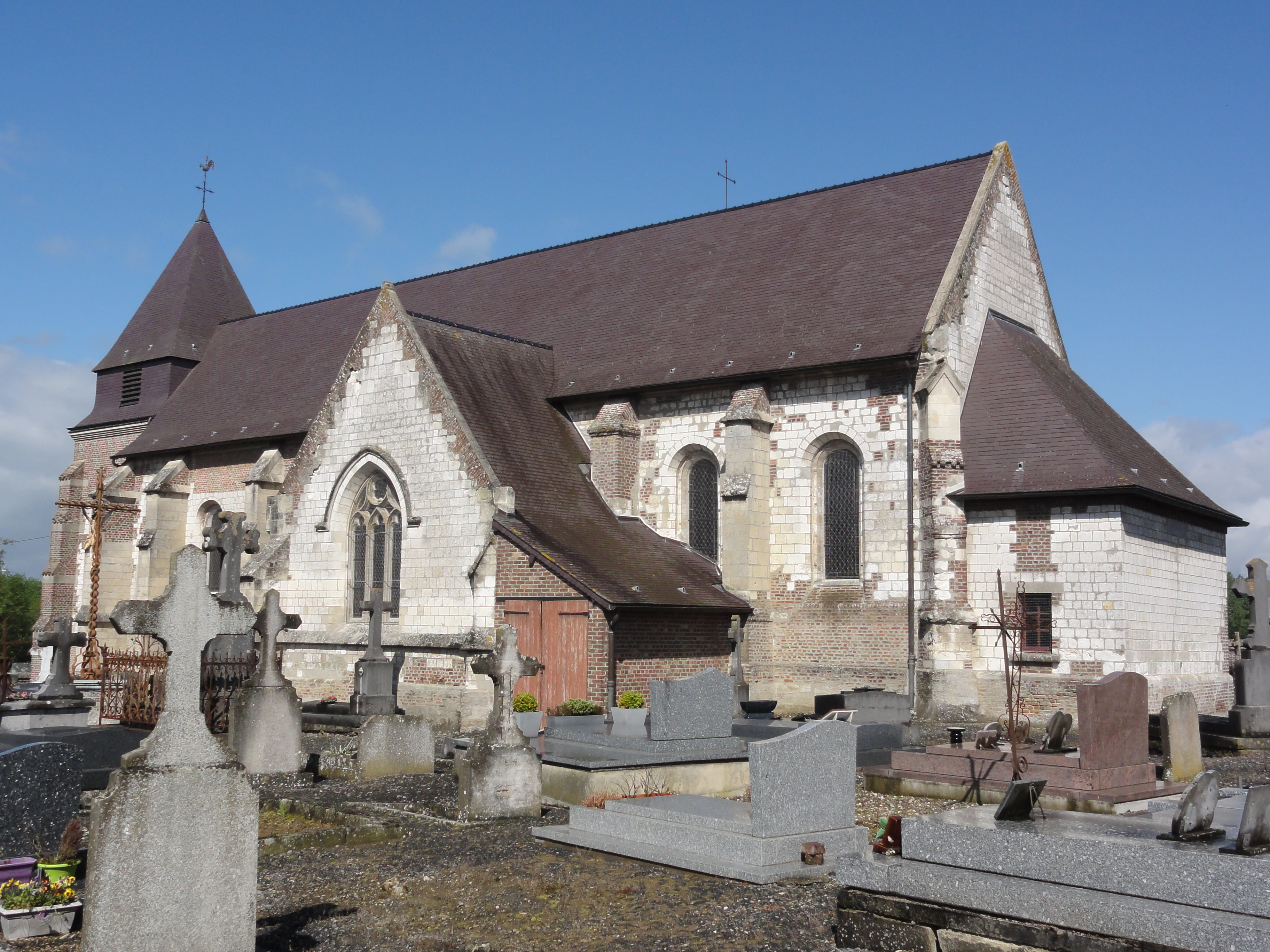
Kirche Sainte-Madeleine
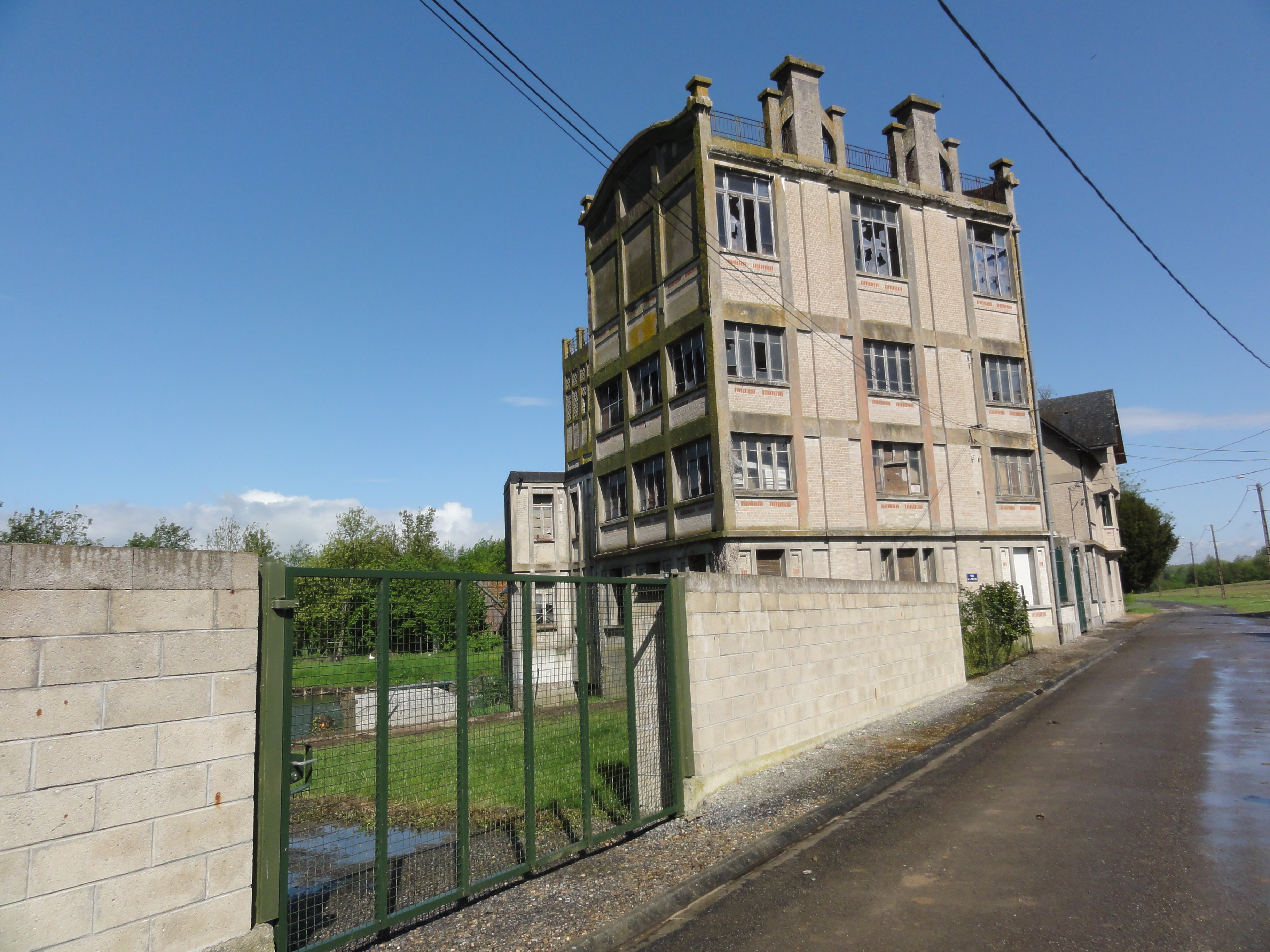
Mühle
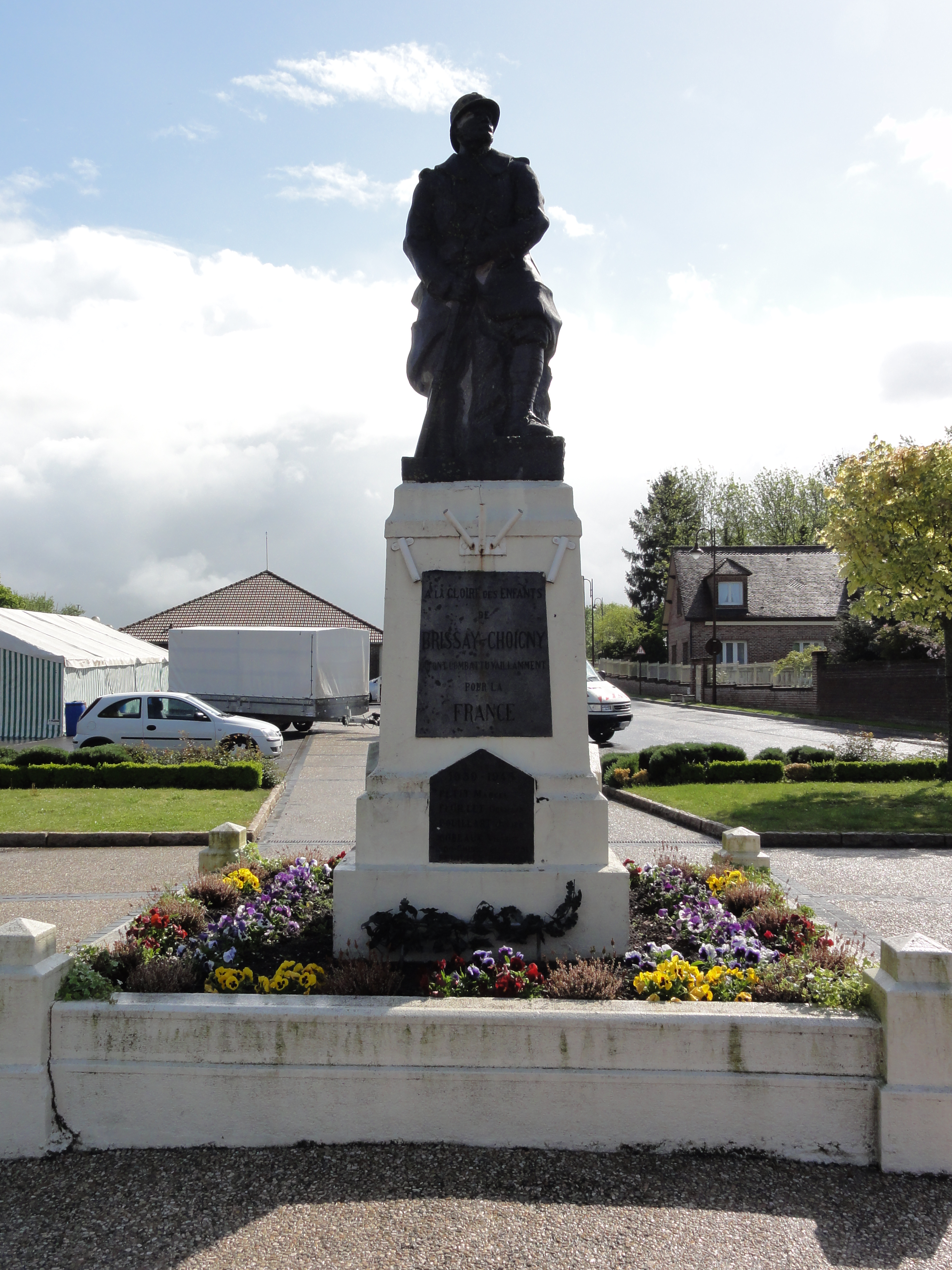
Gefallenendenkmal